# 스즈키 료조
스즈키 료조(일본어: 鈴木 良三, 1939년 7월 16일 ~ )는 일본의 전 축구 선수이다.

## 국가대표팀 경력
그는 1961년 8월15일 인도네시아과의 경기에서 일본 국가대표팀에 데뷔했다. 1962년과 1966년 아시안 게임, 1964년과 1968년 하계 올림픽에도 출전했다. 1966년 아시안 게임과 1968년 올림픽 동메달 획득에 기여했다. 그는 1968년까지 국제 A매치 통산 24경기에 출전했다.

## 통계
| 일본 | 일본 | 일본 |
| 연도 | 출전 | 득점 |
| ---- | ---- | ---- |
| 1961 | 1    | 0    |
| 1962 | 7    | 0    |
| 1963 | 5    | 0    |
| 1964 | 2    | 0    |
| 1965 | 1    | 0    |
| 1966 | 6    | 0    |
| 1967 | 0    | 0    |
| 1968 | 2    | 0    |
| 통산 | 24   | 0    |